# Bolligen
Bolligen est une commune suisse du canton de Berne, située dans l'arrondissement administratif de Berne-Mittelland.

## Toponymie
La plus ancienne occurrence du toponyme, Bollingin, date de 1180. Il connaît par la suite plusieurs variations : Bollingen (1227) et Bolliggin (1245). L'origine du nom de la commune n'est pas établie avec certitude. Le préfixe peut correspondre au nom d'une personne en vieux haut allemand (Bollo ou Bodilo) ou au nom suisse allemand qui était usuel à l'époque pour désigner une colline ronde (Boll), tandis que le suffixe désigne un lieu,.
Bolligen signifie donc soit le lieu où se trouvent les Bollo ou Bodilo, soit le lieu où se trouve une colline.

## Géographie

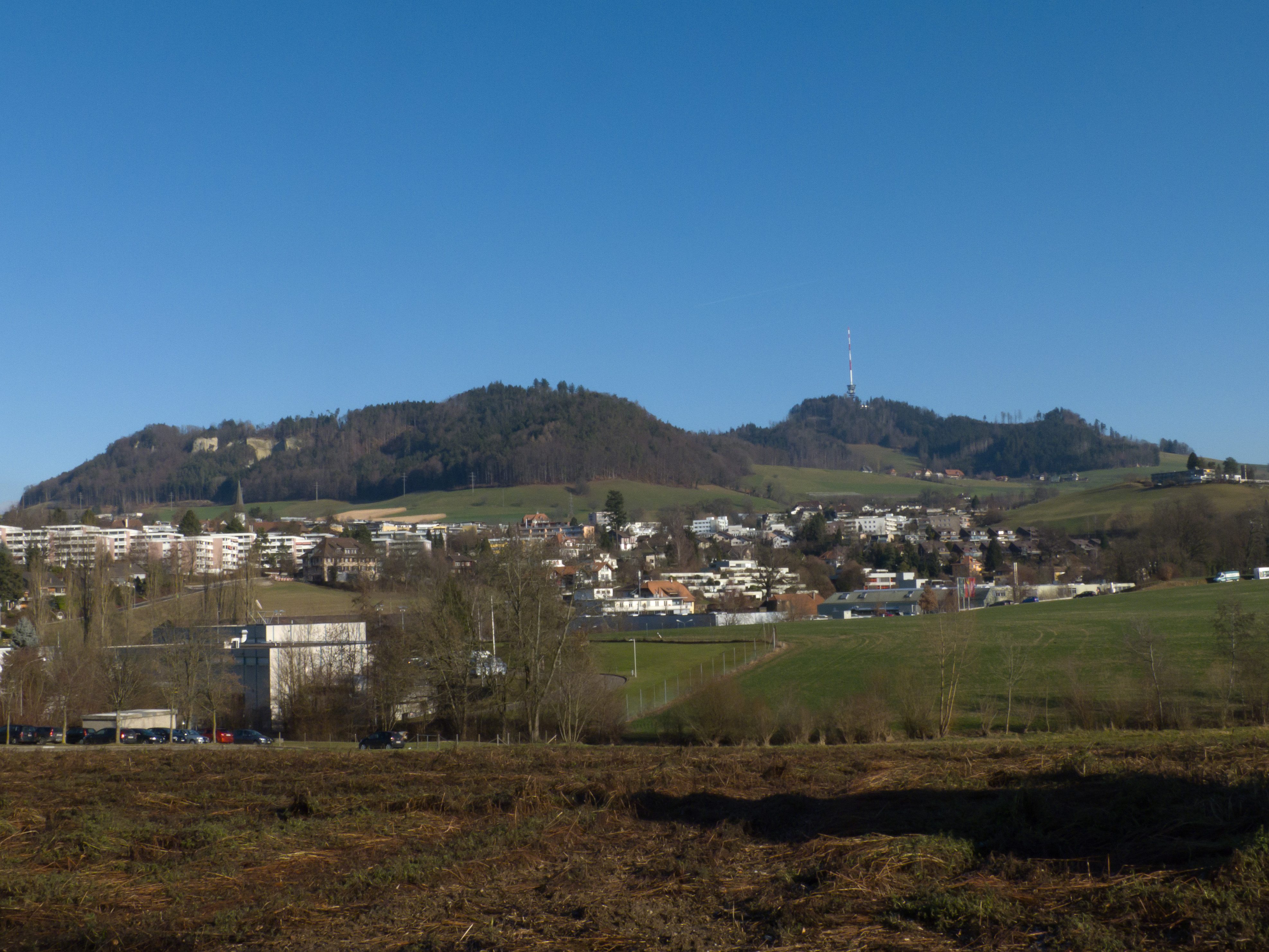
La colline du Bantiger, avec Bolligen au premier plan.

Bolligen se trouve à 6 km au nord-est de Berne, à 578 m d'altitude, sur le Plateau bernois.
Le territoire de la commune s'étend sur 16,57 km2 et relie la vallée de la Worble (de) à l'Emmental. La chaîne de collines du Lutzere forme la ligne de partage des eaux entre l'Emme (rivière) et l'Aar. La colline du Bantiger, qui s'élève à 947 m d'altitude, constitue le point culminant de la commune. Une tour émettrice de radio et de télévision appartenant à Swisscom y a été érigée et offre un bon panorama du Jura, du Plateau suisse et des Alpes.

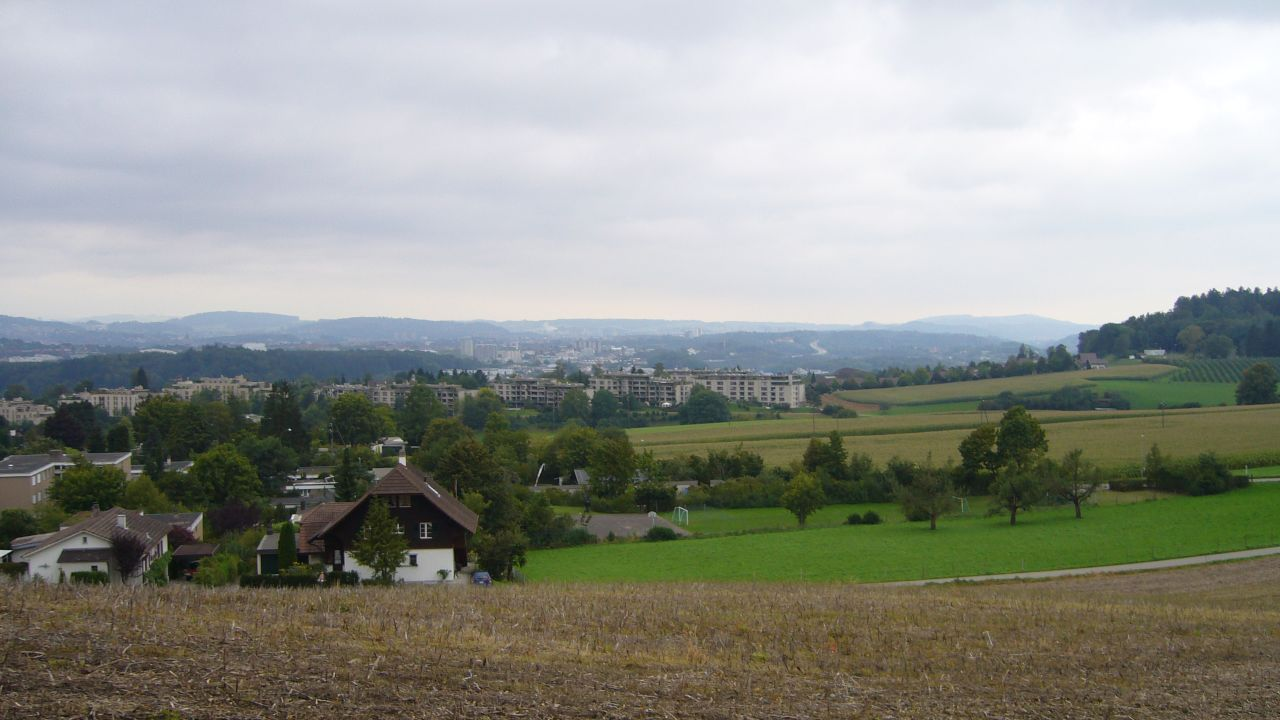
Le quartier de Habstetten.

Les localités et lieux-dits de Habstetten, Flugbrunnen, Bantigen, Ferenberg et, derrière la colline du Bantiger, Geristein font également partie de la commune.
En 2009, la commune comptait 43,8 % de surfaces boisées, 43,5 % de surfaces agricoles, 12,4 % de surfaces d'habitat et d'infrastructures et 0,3 % de surfaces improductives.
Les communes limitrophes sont Ittigen, Ostermundigen, Stettlen, Vechigen, Krauchthal, Mattstetten, Urtenen-Schönbühl, Moosseedorf et Münchenbuchsee.

## Démographie
Bolligen compte 6 359 habitants (état le 31 juillet 2020), ce qui la classe parmi les communes les plus peuplées du canton de Berne.
En 1983, après un long débat qui traverse tout le XXe siècle au sujet de la centralisation ou la décentralisation de la commune, voire à sa fusion avec Berne, et qui donne lieu à une votation populaire en 1978,, les « quartiers communaux » (Viertelsgemeinde) fortement peuplés d'Ittigen (9 979 h.) et d'Ostermundigen (17 038 h.) deviennent des communes indépendantes, privant Bolligen (6 248 h.) de près de 80 % de sa population.
En 2018, la commune recensait 10,3 % d'étrangers.
En 2000, 93,2 % de la population indiquait l'allemand comme langue principale, 2,2 % le français et 1 % l'italien.
Le taux de chômage s'élevait en moyenne à 1,1 % sur l'année 2020 et 2,3 % des résidents bénéficiaient de l'aide sociale.

## Politique
Bolligen est gouverné par une Assemblée communale (Gemeindeversammlung) et un Conseil communal (Gemeinderat) de 7 membres (résultat des élections de novembre 2020 : 2 PLR, 2 PS, 1 PBD, 1 Vert et 1 UDC).
Lors de l'élection de 2019 au Conseil national, l'UDC a obtenu 22,4 % des voix, le PS 16,5 %, le PLR 14,6 %, les Verts 13,7 %, les Vert'libéraux 12,4 %, le PBD 8,6 %, le PEV 4,0 %, le PDC 3,3 %, le Parti pirate 1,2 % et l'UDF 1 %.

### Jumelage
Hluboká nad Vltavou (Tchéquie)

## Économie

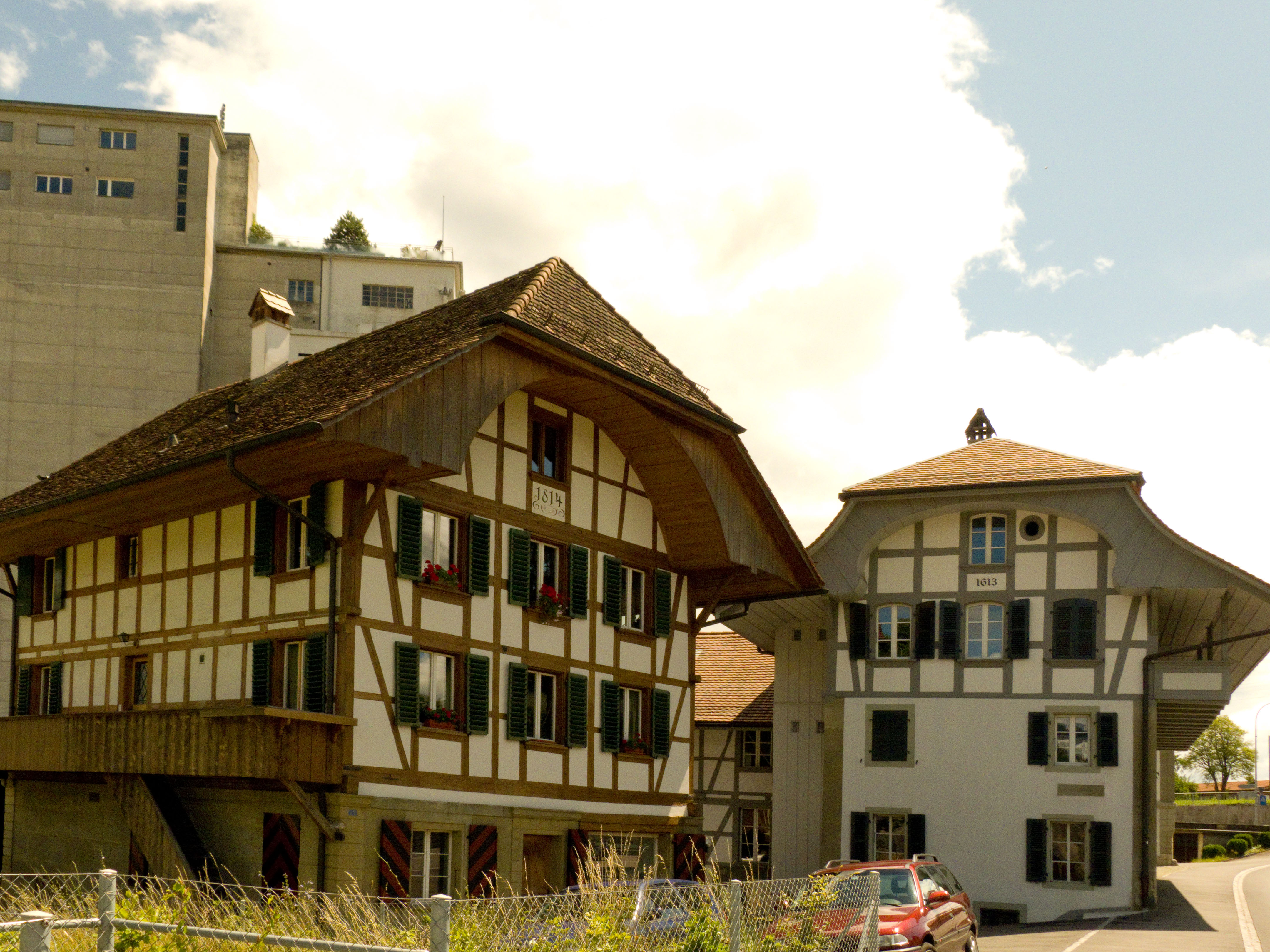
Le moulin de la Wegmühle.

Jusque dans les années 1950, et même jusqu'à nos jours pour Ferenberg, Bantigen et Flugbrunnen, Bolligen était largement agricole, même si de grandes entreprises artisanales ont vu le jour au XVIIIe siècle (carrières de Stockeren et moulin à papier de la Wegmühle, qui devient un moulin à céréales en 1855).
Aujourd'hui (état le 31 décembre 2017), la commune compte près de 1 600 emplois et seule 8 % de sa population active travaille encore dans le secteur primaire ; environ 16 % des actifs travaillent dans le secteur secondaire (industrie), tandis que le secteur tertiaire (services) rassemble plus de 75 % de la main-d’œuvre. En 2021, la commune comptait 46 exploitations agricoles, 38 entreprises industrielles et 257 entreprises actives dans le domaine des services.
De nombreux résidents actifs sont aussi des pendulaires qui travaillent dans l'agglomération de Berne.

## Transports
La ligne de train RBS S7, en provenance de Worb, permet de rallier la gare de Berne en 12 minutes.
Des bus relient Bolligen à Ostermundigen, Gümligen et le quartier de Habstetten. Des cars postaux permettent de rejoindre Krauchthal et Hindelbank.

## Écoles
La commune compte trois complexes scolaires, qui couvrent les niveaux primaires et secondaires.

## Histoire
Le territoire de la commune de Bolligen a été habité tôt dans l'histoire : les premières traces de présence humaine remontent ainsi au Néolithique.
Au Moyen Âge, un château-fort s'élevait au-dessus de Gerenstein. Lorsque la lignée des chevaliers de Gerenstein s'éteint, leurs possessions passent à diverses familles de Berne et à des couvents. Berne acquiert peu à peu des droits.
Durant des siècles, Bolligen est le centre d'une vaste paroisse, regroupant près de trente villages et hameaux jusqu'à nos jours. Aux XVIIe et XVIIIe siècles, des patriciens bâtissent leur résidence estivale à Bolligen : la Wegmühle, le domaine Hubel à Habstetten et Lindenburg vers 1720.
La paroisse donne naissance en 1834 à la commune de Bolligen, divisée en quatre « quartiers communaux » (Viertelsgemeinde) : Bolligen, Ferenberg (réuni à Bolligen en 1937), Ittigen et Ostermundigen. Les finances, les impôts et les affaires scolaires générales incombaient à la commune et les autres domaines aux quartiers.
En 1983, après un long débat qui traverse tout le XXe siècle au sujet de la centralisation ou la décentralisation de la commune, voire à sa fusion avec Berne, et qui donne lieu à une votation populaire en 1978,, Ittigen et Ostermundigen deviennent des communes indépendantes.

## Culture et patrimoine

### Héraldique
| Blason | Blasonnement : De gueules aux chevrons d'argent entrelacés, |

Les armoiries de Bolligen sont créées en 1897 sur le modèle des sceaux utilisés par les anciens seigneurs de Bollingen. Comme tous les sceaux, elles sont alors inversées (en négatif). Les armoiries actuelles, en positif, datent de 1945.

### Monuments et curiosités
- Une église du XIIe siècle et son presbytère du XVIe siècle se trouvent dans le centre historique de Bolligen.
- Les ruines du château de Geristein (de) se trouvent sur une crête rocheuse près de Geristein.

Voir également la Liste de constructions présentant un intérêt historique ou architectural à Bolligen (de).

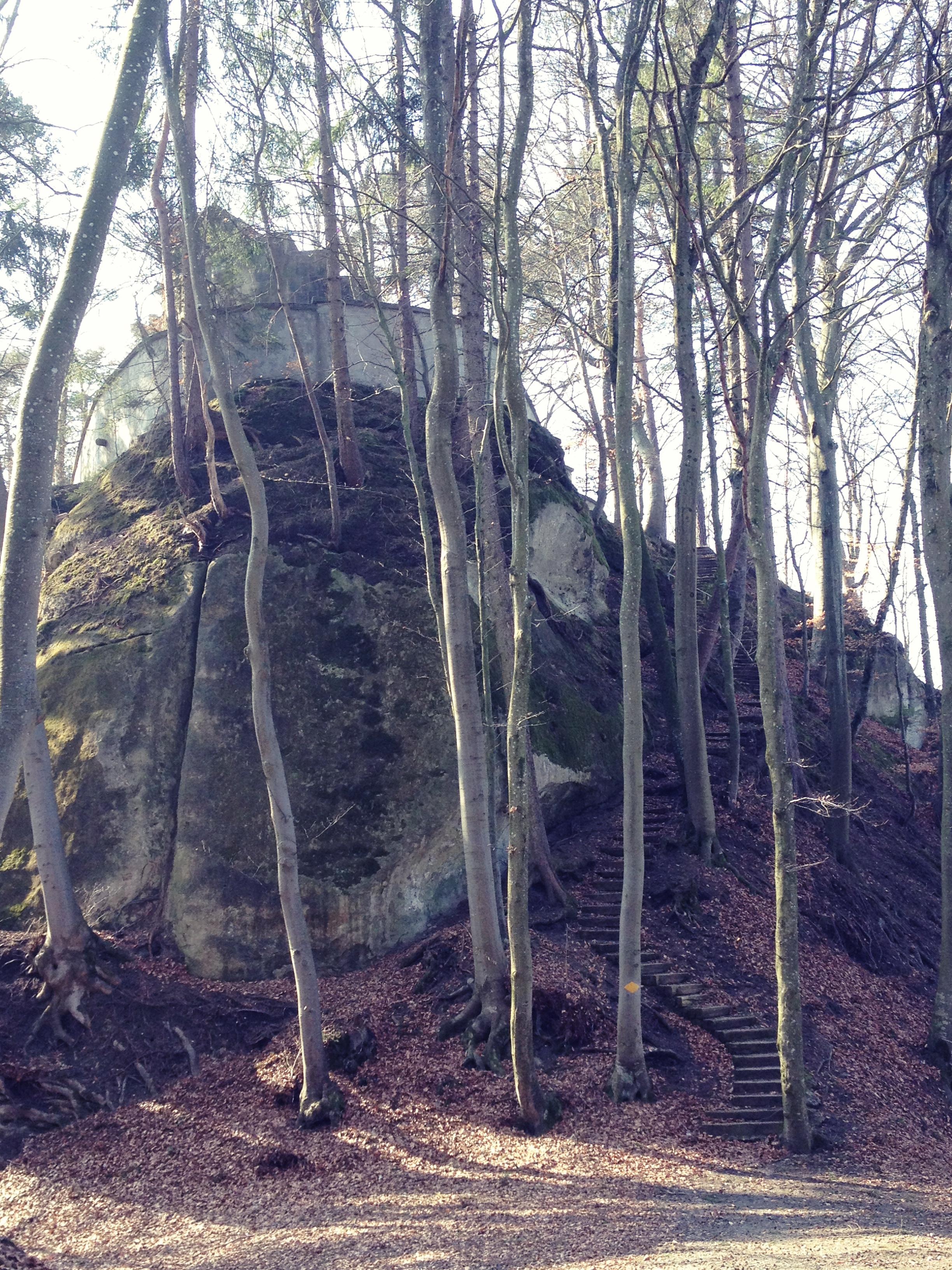
Les ruines du château de Geristein.